# Odd Snorresson
Odd Snorresson (Oddr Snorrason) var munk, historiker, författare. Han tillhörde Benediktinerklostret på ön Þingeyrar vid norra Island.
Odd skrev under 1190-talet ned en historia på latin om den norske kungen Olav Tryggvason. Originaltexten är förlorad, men en översättning till isländskan finns. Han skriver också bland annat om Sigrid Storråda.